# 브리아나 살라즈
브리아나 살라즈(Bryana Salaz, 1997년 8월 25일 ~ )는 미국의 배우, 가수이다. 2014년 경연 프로그램 《더 보이스》에 참가하면서 이름을 알리기 시작했다.